# Peter Herrmann
Peter Herrmann (25 de enero de 1941) es un deportista alemán que compitió para la RFA en judo. Ganó tres medallas en el Campeonato Mundial de Judo en los años 1967 y 1969, y cinco medallas en el Campeonato Europeo de Judo entre los años 1962 y 1968.

## Palmarés internacional
| Campeonato Mundial | Campeonato Mundial              | Campeonato Mundial | Campeonato Mundial |
| Año                | Lugar                           | Medalla            | Categoría          |
| ------------------ | ------------------------------- | ------------------ | ------------------ |
| 1967               | Salt Lake City (Estados Unidos) | Medalla de bronce  | –93 kg             |
| 1967               | Salt Lake City (Estados Unidos) | Medalla de bronce  | Abierta            |
| 1969               | Ciudad de México (México)       | Medalla de plata   | –93 kg             |
| Campeonato Europeo |                                 |                    |                    |
| Año                | Lugar                           | Medalla            | Categoría          |
| 1962               | Essen (RFA)                     | Medalla de bronce  | 1.er dan (A)       |
| 1963               | Ginebra (Suiza)                 | Medalla de bronce  | –80 kg (A)         |
| 1966               | Luxemburgo (Luxemburgo)         | Medalla de plata   | –93 kg             |
| 1967               | Roma (Italia)                   | Medalla de oro     | –93 kg             |
| 1968               | Lausana (Suiza)                 | Medalla de oro     | –93 kg             |